# Гаїбназаров Фазліддін Хасанбаєвич
Фазліддін Хасанбаєвич Гаїбназаров (узб. Fazliddin Hasanboyevich G'oibnazarov, нар. 16 червня 1991) — узбецький боксер-професіонал, що виступає в легкій ваговій категорії. Олімпійський чемпіон 2016 року. Призер чемпіонатів світу та Азії. 
Колишній боксер команди «Uzbek Tigres» у напівпрофесійній лізі WSB.

## Любительська кар'єра

### Чемпіонат світу 2011
- 1/32 фіналу:Переміг Као Чін Яна (Китайський Тайпей) — RSC
- 1/16 фіналу:Переміг Веллінгтона Аріаса (Домініканська Республіка) — 15-8
- 1/8 фіналу:Переміг Євгена Бурхарда (Німеччина) — 8-7
- 1/4 фіналу:Програв Василю Ломаченко (Україна) — 10-18

### Олімпійські ігри 2012
- 1/16 фіналу:Переміг Абдона Меволі (Камерун) — 11-6
- 1/8 фіналу:Переміг Хосе Раміреса (США) — 15-11
- 1/4 фіналу:Програв Хан Сунчхолю (Південна Корея) — 13-16

### Чемпіонат світу 2013
- 1/16 фіналу:Переміг Кенеса Сміта (США) — 3-0
- 1/8 фіналу:Програв Лазаро Альваресу (Куба) — 0-3

### Чемпіонат світу 2015
- 1/8 фіналу:Переміг Тхуласі Тхарумалінгама (Катар) — TKO
- 1/4 фіналу:Переміг Вінченцо Манджакапре (Італія) — 2-1
- 1/2 фіналу:Переміг Віттічаї Масука (Таїланд) — 3-0
- Фінал:Програв Віталію Дунайцеву (Росія) — 1-2

### Олімпійські ігри 2016
- 1/16 фіналу:Переміг Дівала Малонга (Конго) — TKO
- 1/8 фіналу:Переміг Маноджа Кумара (Індія) — 3-0
- 1/4 фіналу:Переміг Гері Антуана Рассела (США) — 2-1
- 1/2 фіналу:Переміг Віталія Дунайцева (Росія) — 2-1
- Фінал:Переміг Лоренсо Сотомайора (Азербайджан) — 2-1

## Професійна кар'єра
Після перемоги на Олімпійських іграх вирішив перейти у професійний бокс та підписав контракт із промоутерською компанією Top Rank.

### Таблиця боїв
| 11 Перемоги (6 нокаутом, 5 за рішенням суддів), 2 Поразки (1 нокаутом, 1 за рішенням суддів) |        |                   |        |              |                  |                                               |          |          |     |               |    |   |               |                                  |  |
| Результат                                                                                    | Рекорд | Суперник          | Спосіб | Раунд, час   | Дата             | Місце проведення                              | Примітки |          |     |               |    |   |               |                                  |  |
| Поразка                                                                                      | 11-2   | Раджаб Бутаєв     | RTD    | 3 (10), 3:00 | 6 листопада 2023 | Красная Поляна, Сочі                          |          |          |     |               |    |   |               |                                  |  |
| Перемога                                                                                     | 11-1   | Джамшид Каримов   | UD     | 10           | 2 грудня 2022    | Humo Arena, Ташкент                           |          |          |     |               |    |   |               |                                  |  |
| Перемога                                                                                     | 10-1   | Джайдер Парра     | KO     | 1 (10), 1:38 | 13 серпня 2022   | Humo Arena, Ташкент                           |          | Перемога | 9-1 | Манук Діланян | UD | 8 | 5 грудня 2020 | RCC Boxing Academy, Єкатеринбург |  |
| Перемога                                                                                     | 8-1    | Владислав Баранов | KO     | 1 (8), 1:38  | 18 січня 2019    | Палац спорту імені Балуана Шолака, Алмати     |          |          |     |               |    |   |               |                                  |  |
| Поразка                                                                                      | 7-1    | Мікал Фокс        | UD     | 10           | 11 травня 2019   | Convention Center, Тусон, Аризона             |          |          |     |               |    |   |               |                                  |  |
| Перемога                                                                                     | 7-0    | Рікардо Гарсія    | TKO    | 4 (8), 1:38  | 18 січня 2019    | Turning Stone Resort Casino, Верона, Нью-Йорк |          |          |     |               |    |   |               |                                  |  |
| Перемога                                                                                     | 6-0    | Вілберт Лопес     | TKO    | 2 (8), 2:30  | 20 жовтня 2018   | Park MGM, Парадайз, Невада                    |          |          |     |               |    |   |               |                                  |  |
| Перемога                                                                                     | 5-0    | Кевін Джонсон     | UD     | 8            | 14 липня 2018    | Lakefront Arena, Новий Орлеан                 |          |          |     |               |    |   |               |                                  |  |
| Перемога                                                                                     | 4-0    | Хесус Сільвейра   | TKO    | 4 (8), 2:05  | 12 травня 2018   | Медісон-сквер-гарден, Нью-Йорк                |          |          |     |               |    |   |               |                                  |  |
| Перемога                                                                                     | 3-0    | Віктор Росас      | UD     | 8            | 22 вересня 2017  | Convention Center, Тусон, Аризона             |          |          |     |               |    |   |               |                                  |  |
| Перемога                                                                                     | 2-0    | Аугустін Маурас   | UD     | 8            | 20 травня 2017   | Медісон-сквер-гарден, Нью-Йорк                |          |          |     |               |    |   |               |                                  |  |
| Перемога                                                                                     | 1-0    | Віктор Вазкес     | KO     | 2 (8), 1:28  | 22 квітня 2017   | СтабХаб Центр, Карсон, Каліфорнія             |          |          |     |               |    |   |               |                                  |  |